# El Moro (gratte-ciel)
El Moro est un bâtiment situé sur l'avenue Paseo de la Reforma numéro 1, dans l'arrondissement de Cuauhtémoc à Mexico. C'est l'un des premiers gratte-ciel à avoir été édifiés dans la capitale mexicaine. Il a été inauguré le 28 novembre 1946, soit avant la Torre Latinoamericana . L'édifice est aussi connu sous le nom de La Lotería, car il abrite les bureaux de la Loterie nationale du Mexique. El Moro a été le plus haut bâtiment de Mexico pendant une brève période.